# Tropfenabscheider

Beispielhafter Einbau eines Tropfenabscheiders (5) im oberen Bereich eines Apparats zur Phasentrennung (Flüssigkeitsabscheider):
1 – Gaseintritt
2 – Gasauslass
3 – Flüssigkeitsablass
4 – Verteiler
5 – Drahtgestrick-Tropfenabscheider
6 – Regulierventil Flüssigkeitsstand

Ein Tropfenabscheider (auch Aerosolabscheider, englisch Demister) ist ein Apparat zur Abscheidung von Flüssigkeitstropfen aus strömenden gasförmigen Medien wie Luft oder Prozessgasen.
Bei höheren Anforderungen an die Abscheidequalität werden aufwändigere Verfahren eingesetzt, wie sie etwa bei Ölnebelabscheidern zur Anwendung kommen.

## Wirkungsweise
Tropfenabscheider nutzen die höhere Trägheit von Flüssigkeitstropfen gegenüber der geringeren Trägheit des sie mitführenden Gases. Hierzu wird das feuchte Gas durch Einbauten geführt, in denen die Strömungsrichtung des Gases mehrfach umgelenkt wird. Die Flüssigkeitstropfen können diesen Richtungsänderungen nicht folgen, weshalb diese auf die Einbauten prallen und sich dort absetzen. Bei zunehmender Ablagerung der Tropfen fließen diese nach unten. In einem Auffangraum kann anschließend die Flüssigkeit gesammelt werden.
Tropfenabscheider werden üblicherweise im Bereich des Apparateausgangs eingebaut. Von Bedeutung ist, wie die durch die Tropfen transportierte Flüssigkeit abgeleitet und gesammelt wird, da ein erneuter Übergang der Flüssigphase in die Gasphase zu verhindern ist. Das Anhaften der Tropfen an den Einbauten wird als „primäre Abscheidung“, das Ableiten des sich bildenden Flüssigkeitsfilm als „sekundäre Abscheidung“ bezeichnet.

## Typen
In der Praxis finden sehr unterschiedliche Typen von Tropfenabscheidern Anwendung. Dies hängt insbesondere von der Tropfengrößenverteilung vor dem Abscheider, der Tropfenbeladung der Gasphase, der geforderten Abscheideleistung, dem zulässigen Druckverlust und der Feststoffbeladung der Tropfen ab. Bei der Materialauswahl ist darauf zu achten, dass es nicht zur Verschleppung von Schadstoffen, wie z. B. durch Polychlorierte Dibenzodioxine und Dibenzofurane in Kunststoff, kommen kann.

### Drahtgestrick-Tropfenabscheider
Drahtgestrick-Tropfenabscheider werden aus maschenförmig verbundenen Drähten hergestellt. Die Maschenweite kann sehr unterschiedlich sein und wird in Abhängigkeit von den sie durchströmenden Stoffen festgelegt. So gibt es Maschenweiten von 0,05 bis 0,5 mm, aber auch Ausführungen von 1,5 mm oder größer. Die Abscheideleistung wird erhöht, indem mehrere Lagen Drahtgestrick übereinander gelegt werden. Üblich sind Pakete von 50 mm bis 200 mm Höhe. Drahtgestrick-Tropfenabscheider weisen eine gute Abscheideleistung auf, sie neigen aber zu Verstopfungen aufgrund von Feststoff-Anbackungen.

### Lamellenabscheider
Umlenkabscheider in Form von Lamellenabscheidern werden aus mehreren nebeneinander angeordneten Blechen zusammengesetzt. Diese Bleche haben in der Regel einen Abstand von 20 mm bis 40 mm zueinander und sind wellenförmig ausgebildet. Infolge der Wellenform in Verbindung mit relativ geringen Blechabständen kommt es so zu einer ständigen Richtungsänderung des Gasstromes und somit zur Abscheidung der Flüssigkeitstropfen.
Lamellenabscheider werden häufig in Rektifikationskolonnen verwendet.

### Fliehkraftabscheider
In einem Fliehkraftabscheider wird das den Apparat durchströmende Gas in eine Rotationsbewegung versetzt. Die im Gas enthaltenen Flüssigkeitstropfen erfahren durch die Zentrifugalkraft eine sehr hohe Beschleunigung und werden an der Wandung des Fliehkraftabscheiders abgeschieden. Fliehkraftabscheider verhalten sich gegenüber Flüssigkeitstropfen prinzipiell ähnlich wie gegenüber Stäuben. Sie werden häufig Venturiwäschern nachgeschaltet.

### Schüttungen
Für Schüttungen werden regellose Körper, wie z. B. Raschig-Ringe, übereinander angeordnet. Diese Schüttungen liegen auf einem Tragrost auf, der mit Löchern versehen ist, sodass das Gas ihn und die daraufliegende Schüttung durchströmen kann.

## Anwendungen

### Gaswäsche
Bei der Gaswäsche durchströmt ein Gas (z. B. Abluft aus einem Verbrennungsvorgang) einen ständig feucht gehaltenen Bereich, in dem Fest- und Schadstoffe von der Waschflüssigkeit (z. B. Wasser) aufgenommen werden. Dabei nimmt auch das Gas einen Teil der Flüssigkeit auf. Um zu erreichen, dass dieses Gas den Apparat trocken verlässt, werden im Bereich des Apparateausgangs Tropfenabscheider eingesetzt. In der Regel werden Gaswäscher mit Tropfenabscheidern ausgeführt.

### Klimaanlagen
In Klimaanlagen wird Frisch- oder Umluft konditioniert, d. h. auf eine gewünschte Temperatur und Feuchte gebracht. In vielen Fällen muss dazu der Luft Wasser hinzugefügt werden, was in der Regel mittels fein verteilter Düsen erfolgt. Um den Austrag von Tropfen, die zur Korrosion in der Anlage führen können, zu verhindern, werden am Ende der Befeuchtungsstrecke Tropfenabscheider angebracht.

### Drucklufterzeugung
Die Zylinderwandung von Kolbenkompressoren zur Drucklufterzeugung wird wie beim Verbrennungsmotor durch Öl geschmiert, welches sich in kleinen Mengen in die Druckluft mischt. Gemeinsam mit dem bei der Kompression aus der Luftfeuchtigkeit entstehenden Kondensat kann das Öl in einem Tropfenabscheider abgesondert werden, wenn es in der jeweiligen Anwendung unerwünscht ist.